# Батальйон міліції «Харків-1»
Батальйон міліції «Харків-1» (БПСМОП «Харків-1») — колишній добровольчий підрозділ патрульної служби міліції особливого призначення, створений у квітні 2014 року в структурі ГУ МВС України в Харківській області. Командир батальйону — Сергій Олександрович Янголенко. У 2015 році увійшов до складу батальйону поліції «Харків». 

## Передумови
У зв'язку з неспроможністю частини працівників ГУ МВС України в Харківській області виконувати свої службові обов'язки в умовах політичного розколу українського суспільства після Революції гідності, у квітні 2014 року головою МВС Арсеном Аваковим було прийнято рішення про створення на Харківщині добровольчого батальйону патрульної служби міліції особливого призначення (БПСМОП) «Харків-1» — для захисту від злочинних посягань та охорони громадського порядку.

## Діяльність

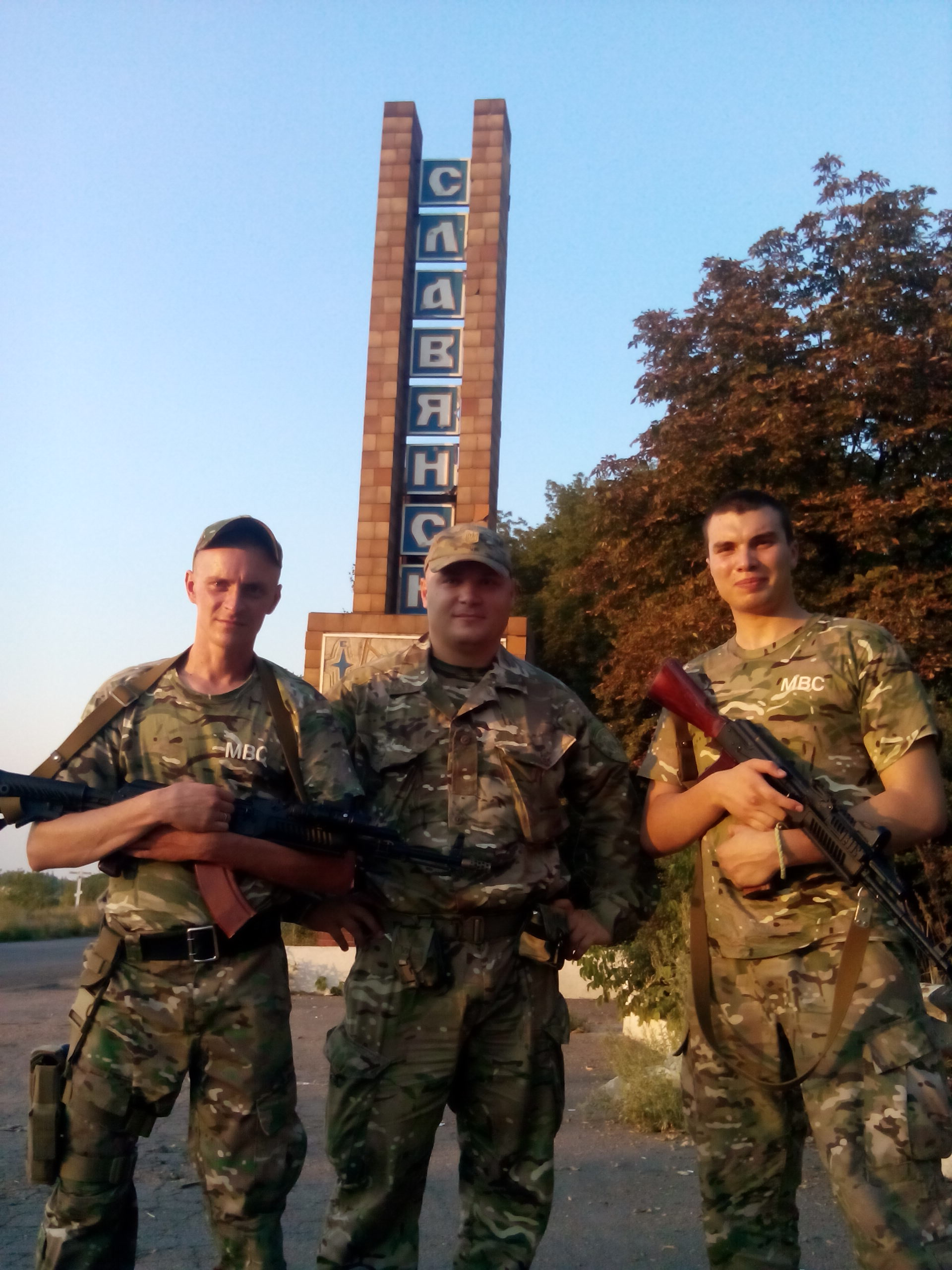
Бійці спецпідрозділу у Слов'янську

Батальйон розпочав свою діяльність з охорони адміністративних будівель під час масових заворушень в місті у квітні — травні, а саме — будівлі Харківської міської Ради, ГУМВС України в Харківській області, Харківського міського управління ГУМВС України в Харківській області; були здійснені виїзди у відрядження до міст Києва та Чернігів для охорони та супроводження спецвантажів. У червні 2014 року особовий склад батальйону розпочав чергування на блокпостах на межі Харківської та Донецької областей, де він контролював транспортні потоки та виїзд населення із зони проведення АТО, а також займався охороною та супроводженням гуманітарних вантажів.
29 серпня в розпал боїв під Іловайськом батальйони МВС «Харків-1» та «Слобожанщина» одержали наказ в штабі АТО у Маріуполі зайняти Волноваху і розпочати активну оборону, щоб відтягнути на себе з-під Іловайська частину ворожих сил. Як пригадує Сергій Янголенко, під час маршу на Волноваху вони не зустріли підрозділів ЗСУ чи НГУ, — побачили лише на узбіччі дороги покинутий несправний танк; не виявилося силовиків і в самій Волновасі. Харків'яни зуміли протриматися до підходу 2 вересня 72-ї механізованої бригади ЗСУ — так Волноваха залишилася українською.
На початку вересня бійці міліцейського батальйону «Харків-1» провели операцію в Донецькій області по звільненню з полону полковника Служби безпеки України.
Силами двох батальйонів «Харків-1» та «Слобожанщина» була проведена зачистка міста Володарське від незаконних збройних угрупувань ДНР, за що Володарська райдержадміністрація оголосила особовому складу батальйону подяку.
Протягом двох місяців бійці батальйону виконували поставлені завдання в зоні проведення АТО після чого по ротації без втрат убитими або пораненими повернулися до Харкова.

## Інциденти
У вересні Харківська обласна прокуратура відкрила кримінальне впровадження проти трьох міліціонерів з батальйону патрульної служби міліції особливого призначення «Харків-1» по підозрі в побитті та пограбуванні мешканця селища Козача Лопань Дергачівського району, який перебував у Харкові у власних справах. Як зазначили в прокуратурі:

## Відзнаки
2 серпня 2014 року командир БПСМОП «Харків-1» старший лейтенант міліції Сергій Янголенко «за особисту мужність і героїзм, виявлені у захисті державного суверенітету та територіальної цілісності України» був нагороджений медаллю «За військову службу Україні» та іменною зброєю.

## Цікаві факти
- Сергій Янголенко — ветеран харківського «Беркута»[14].
- Інна Янголенко, дружина брата Сергія Янголенко — Андрія, який командує батальйоном МВС «Слобожанщина», несе службу на посаді рядового бійця в батальйоні «Харків-1»[15].